# Elezione del Presidente del Senato del 1994
L'elezione del presidente del Senato del 1994 per la XII legislatura della Repubblica Italiana si è svolta tra il 15 e il 16 aprile 1994.
Il presidente del Senato uscente è Giovanni Spadolini. Presidente provvisorio è Francesco De Martino.
Presidente del Senato della Repubblica, eletto al IV scrutinio, è Carlo Scognamiglio.

## L'elezione

### Preferenze per Carlo Scognamiglio
| Scrutinio | Voti | Percentuale |
| --------- | ---- | ----------- |
| I         | 153  | 47,3%       |
| II        | 154  | 47,3%       |
| III       | 159  | 49,1%       |
| IV        | 162  | 49,8%       |

## 15 aprile 1994

### I scrutinio
Per la nomina è richiesta la maggioranza assoluta dei componenti dell'Assemblea.
| Dati votazione | Dati votazione    |   | Nome                 | Nome | Voti |
| -------------- | ----------------- | - | -------------------- | ---- | ---- |
| Presenti       | 323               |   | Giovanni Spadolini   | 156  |      |
| Votanti        | 323               |   | Carlo Scognamiglio   | 153  |      |
| Astenuti       | 0                 |   | Erminio Boso         | 2    |      |
| Maggioranza    | 164               |   | Francesco De Martino | 1    |      |
|                |                   |   | Claudio Magris       | 1    |      |
|                | Gianfranco Miglio | 1 |                      |      |      |
|                | Schede bianche    | 8 |                      |      |      |
| Schede nulle   | 1                 |   |                      |      |      |

Poiché nessun candidato raggiunge il quorum richiesto, si procede al II scrutinio.

### II scrutinio
Per la nomina è richiesta la maggioranza assoluta dei componenti dell'Assemblea.
| Dati votazione | Dati votazione |              | Nome               | Nome | Voti |
| -------------- | -------------- | ------------ | ------------------ | ---- | ---- |
| Presenti       | 324            |              | Giovanni Spadolini | 157  |      |
| Votanti        | 324            |              | Carlo Scognamiglio | 154  |      |
| Astenuti       | 0              |              | Francesco Cossiga  | 2    |      |
| Maggioranza    | 164            |              | Schede bianche     | 11   |      |
|                |                | Schede nulle | 0                  |      |      |

Poiché nessun candidato raggiunge il quorum richiesto, si procede al III scrutinio.

## 16 aprile 1994

### III scrutinio
Per la nomina è richiesta la maggioranza assoluta dei voti dei presenti.
Presenti: 324, Votanti: 324, Astenuti: 0
Maggioranza assoluta dei componenti dell'Assemblea: 163
| Dati votazione | Dati votazione |              | Nome               | Nome | Voti |
| -------------- | -------------- | ------------ | ------------------ | ---- | ---- |
| Presenti       | 324            |              | Giovanni Spadolini | 159  |      |
| Votanti        | 324            |              | Carlo Scognamiglio | 159  |      |
| Astenuti       | 0              |              | Francesco Cossiga  | 2    |      |
| Maggioranza    | 163            |              | Schede bianche     | 4    |      |
|                |                | Schede nulle | 0                  |      |      |

Poiché nessun candidato raggiunge il quorum richiesto, si procede al IV scrutinio.

### IV scrutinio
Ballottaggio tra i due candidati che hanno ottenuto il maggior numero di voti al III scrutinio.
| Dati votazione | Dati votazione |              | Nome               | Nome | Voti |
| -------------- | -------------- | ------------ | ------------------ | ---- | ---- |
| Presenti       | 325            |              | Carlo Scognamiglio | 162  |      |
| Votanti        | 325            |              | Giovanni Spadolini | 161  |      |
| Astenuti       | 0              |              | Schede bianche     | 1    |      |
|                |                | Schede nulle | 1                  |      |      |

Risulta eletto: Carlo Scognamiglio (UdC)
Inizialmente il presidente provvisorio De Martino attribuì la vittoria a Spadolini, in quanto nell'ultimo conteggio il risultato sembrava essere di 161 voti a testa per i due contendenti (in caso di pareggio avrebbe ottenuto la vittoria il più anziano d'età, ossia l'ex leader repubblicano). Risultò successivamente decisiva la scelta di conteggiare all'esponente del Polo una scheda su cui era scritto scognaMIGLIO, inizialmente attribuita a Gianfranco Miglio, senatore della Lega Nord.